# 미들 파워
미들 파워(영어: middle power) 또는 중견국(中堅國)은 국제적 영향력을 가지고 있는 나라를 설명하는 용어이다. 이에 대한 명확한 정의는 없고, 중재와 중개 기능을 강조하여 중개국(仲介國, 영어: nation as an arbitrator)이라고도 부른다. 국내에서도 일정한 번역어가 없으며, 일부 학자들은 중간정도 되는 국가라는 중간국의 잘못된 뉘앙스를 우려하며, 강대국에 못미치는 국가를 일컫는 정의를 고려하여 중간국이라고 부르는 학자들도 있으나 미들파워라는 표현 자체는 명확히 정해진 것이 없는 표현이다.

## 현재의 중간국

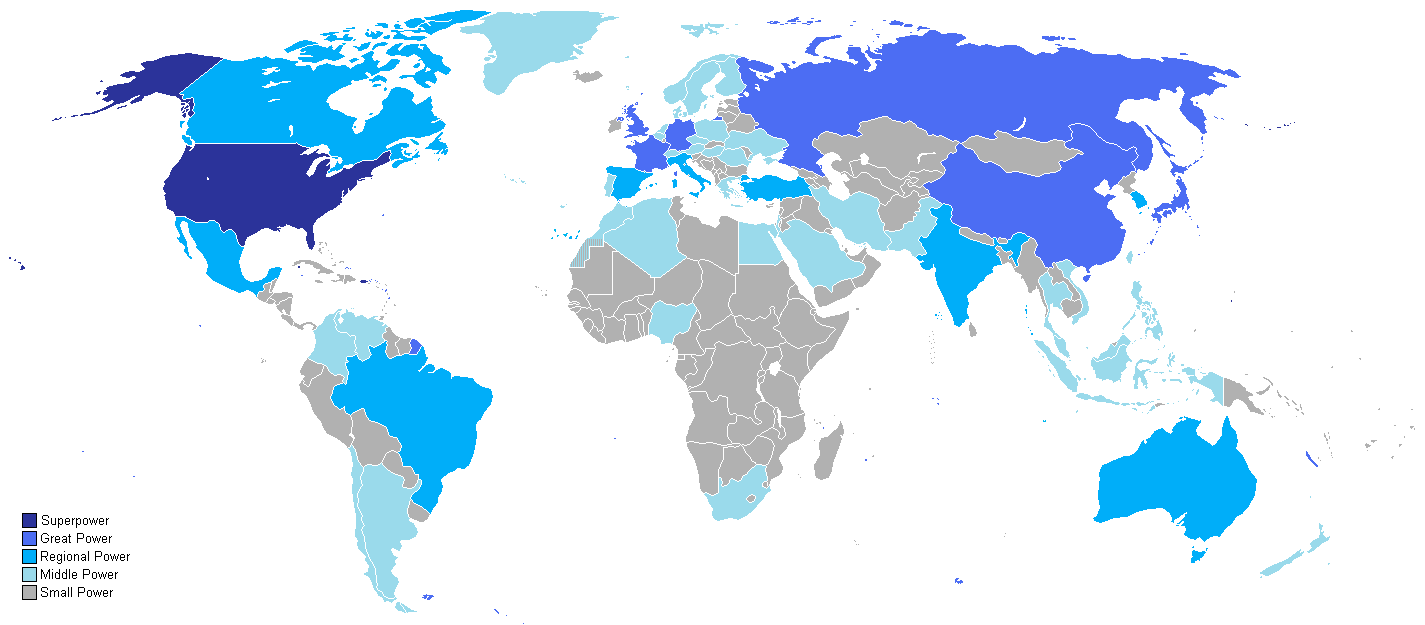
색이 진할수록 국제적 영향력이 센 국가이다.

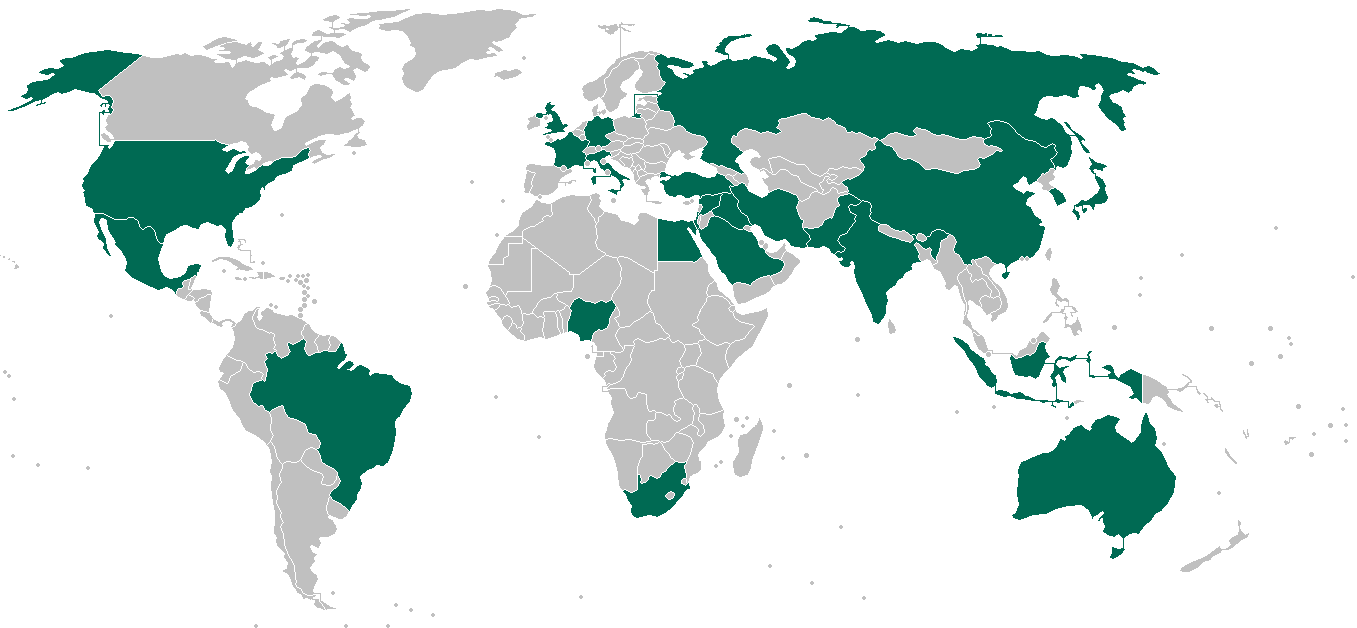
지역별로 국제적 영향력이 큰 국가

- 알제리[3][4][5]
- 아르헨티나[4][6][7]
- 오스트레일리아[4][8][9][10]
- 오스트리아[4]
- 벨기에[4][5][11]
- 캐나다[4][9][12][13][14][15]
- 칠레[5][16]
- 콜롬비아[5]
- 체코[4]
- 덴마크[4][12][13]
- 이집트[6][17]
- 핀란드[4]
- 그리스
- 헝가리[4][18]
- 인도[4]
- 인도네시아[4]
- 이란[4][19][20]
- 말레이시아[3][17]
- 멕시코[4][21]
- 모로코[4][22]
- 네덜란드[4][12][13]
- 뉴질랜드[23]
- 나이지리아[3][4]
- 노르웨이[4][12][13]
- 파키스탄[4]
- 필리핀[24]
- 폴란드[4][25][26]
- 포르투갈[27]
- 루마니아[4]
- 사우디아라비아[4][22]
- 싱가포르[28][29]
- 남아프리카 공화국[4][30]
- 대한민국[4][31][32][33][34][35][36]
- 스페인[4][27]
- 스웨덴[4][9][13][37]
- 스위스[4]
- 중화민국[24]
- 태국[24]
- 튀르키예[4]
- 우크라이나[25]
- 베네수엘라[4]
- 베트남[24][38]

## 같이 보기
- 힘 (국제 관계)
- 지역 강국
- 소프트 파워
- 합의를 위한 연합